# Leon Bernacik
Leon Bernacik vel Leo Bernatzik (ur. 8 lutego 1872 w Bobrku, zm. 25 listopada 1920 w Brześciu) – podpułkownik piechoty Wojska Polskiego, kawaler Orderu Virtuti Militari.

## Życiorys
Urodził się 8 lutego 1872 w Bobrku, w rodzinie Edwarda i Henrietty z d. Seehof . W latach 1884–1888 uczył się w Szkole Realnej w Cieszynie, a w latach 1888–1892 w Szkole Kadetów Piechoty w Łobzowie .
Jesienią 1892 rozpoczął zawodową służbę wojskową w cesarskiej i królewskiej Armii. Został wcielony do Galicyjskiego Pułku Piechoty Nr 58 w Przemyślu. W latach 1897–1899 pełnił obowiązki oficera pionierów pułku, a w 1905 wykonywał obowiązki adiutanta batalionu. W 1909 został przeniesiony do Morawskiego Pułku Piechoty Nr 93 w Ołomuńcu. W szeregach tego oddziału wziął udział w mobilizacji sił zbrojnych Monarchii Austro-Węgierskiej, wprowadzonej w związku z wojną na Bałkanach, a następnie walczył na frontach I wojny światowej. W czasie służby w c. i k. Armii awansował na kolejne stopnie: kadeta–zastępcy oficera (starszeństwo z 1 września 1892), porucznika (starszeństwo z 1 maja 1894), nadporucznika (starszeństwo z 1 maja 1898), kapitana (starszeństwo z 1 maja 1908), majora (starszeństwo z 1 września 1915) i podpułkownika (starszeństwo z 1 listopada 1917).
Został przyjęty do Wojska Polskiego. 23 czerwca 1920, jako oficer 18 pułku piechoty został zatwierdzony w stopniu podpułkownika ze starszeństwem z dniem 1 kwietnia 1920. 31 sierpnia 1920 objął tymczasowo dowództwo 63 Toruńskiego pułku piechoty . Na tym stanowisku wyróżnił się w walkach o Kobryń, Horodec i nad Muchawcem. W czasie tych walk, 23 września, został ranny.

## Ordery i odznaczenia
- Krzyż Srebrny Orderu Wojskowego Virtuti Militari nr 2748 (pośmiertnie, 19 lutego 1922)[24][25]

- Order Korony Żelaznej 3. klasy z dekoracją wojenną i mieczami (Austro-Węgry)
- Krzyż Zasługi Wojskowej 3 klasy z dekoracją wojenną i mieczami (Austro-Węgry)
- Brązowy Medal Zasługi Wojskowej z mieczami na wstążce Krzyża Zasługi Wojskowej (Austro-Węgry)
- Brązowy Medal Zasługi Wojskowej na czerwonej wstążce (Austro-Węgry)
- Krzyż Wojskowy Karola (Austro-Węgry)
- Krzyż za 25-letnią służbę wojskową dla oficerów (Austro-Węgry)
- Brązowy Medal Jubileuszowy Pamiątkowy dla Sił Zbrojnych i Żandarmerii (Austro-Węgry)
- Krzyż Jubileuszowy Wojskowy (Austro-Węgry)
- Krzyż Pamiątkowy Mobilizacji 1912–1913 (Austro-Węgry)[13]